# Aéroport de Győr-Pér
L'aéroport de Győr-Pér est un des cinq aéroports internationaux de Hongrie, situé à 15 kilomètres de Győr dans la commune de Pér dans le comitat de Győr-Moson-Sopron. 

## Histoire
C'est en 2000 que des travaux de développement du petit aéroport ont démarré grâce à l'aide financière du programme Phare ABC ainsi que de la grosse société de la région, Audi Hungaria Motor Kft. La construction de la piste en asphalte s'est faite trois ans plus tard. Le premier vol international s'est posé sur le tarmac de Pér en juin 2003. 
Le développement de l'aéroport a été un tremplin économique majeur pour la région qui bénéficie ainsi d'une liaison internationale aérienne ; en moyenne, 15 000 personnes y transitent chaque année. 
L'usine automobile Audi utilise régulièrement cet aéroport pour des vols d'affaires, une liaison quotidienne avec Ingolstadt (Allemagne) a d'ailleurs été mise en place. En été, des vols charter pour Tivat au Monténégro sont disponibles. L'aéroport est également utilisé pour des transports de marchandises (100 tonnes en moyenne par an) en direction de Budapest, Vienne et Bratislava.
En 2013, la piste d'une longueur de 1 450 mètres a été rallongée jusqu'à atteindre 2 030 mètres, ce qui permet désormais à l'aéroport d'accueillir des Airbus A320 ainsi que des Boeing 737. Cette même année, les parts de l'aéroport ont changé : le principal propriétaire est l'usine Audi Hungária Motor Kft. avec 48 %, suivi de la ville de Győr avec 40 % et enfin l'État hongrois avec 12 %.
Les voyageurs accèdent à l'aéroport par l'autoroute M1 en direction de Székesfehérvár et ont la possibilité de se garer dans les parkings mis à disposition.

## Situation
| \| 50 km1:5 636 000 \| Fertőszentmiklós Győr-Pér Siófok-Kiliti Szeged Hévíz-Balaton Budapest-Ferenc Liszt Debrecen Pécs-Pogány Kecskemét |
| 50 km1:5 636 000 |

### Compagnie aérienne et destination
| Compagnies    | Destinations             |
| ------------- | ------------------------ |
| Private Wings | Charter: Ingolstadt (de) |

Edité le 12/04/2023